# Solenogastres
I solenogastri (Solenogastres) sono una piccola classe di molluschi epibentonici, privi di conchiglia.
Il corpo spesso è appiattito con aspetto vermiforme.  La loro caratteristica principale è il solco ventrale con piede allungato e ridotto in larghezza, con cui si muovono. 
La cavità palleale è priva di cteni.
La classe dei Solenogastres e quella dei Caudofoveata vengono talvolta riunite nella classe Aplacophora.